# Lamprophis geometricus
Lamprophis geometricus är en ormart som beskrevs av Schlegel,1837. Lamprophis geometricus ingår i släktet Lamprophis och familjen snokar.
Inga underarter finns listade i Catalogue of Life.
Arten förekommer i Seychellerna. Den lever i låglandet och i kulliga områden upp till 430 meter över havet. Lamprophis geometricus vistas i olika slags skogar. Den jagar mindre däggdjur som råttor och små fåglar. Individerna är nattaktiva. Honor lägger ägg.
Den introducerade växten ceylonkanel försämrar det ursprungliga habitatet. Några exemplar dödas av människor som inte vill ha ormar nära sin bostad. IUCN kategoriserar arten globalt som starkt hotad.